# Кристиан Крахт
Кристиан Крахт (на немски: Christian Kracht) е швейцарски писател, журналист и сценарист, автор на романи, разкази, пътеписи.

## Биография
Кристиан Крахт израства в Швейцария, САЩ, Канада и Южна Франция. Учи в частни училища и интернати. Завършва Сара Лорънс колидж в Бронсквил, Ню Йорк, САЩ.
В Германия Крахт работи като журналист за в-к „Берлинер цайтунг“, за списанията „Темпо“ и „Шпигел“. В средата на 90-те години заминава за Ню Делхи като кореспондент на „Шпигел“. Живее няколко години в Банкок в сградата на някогашното югославско посолство и оттам предприема пътешествия до различни страни в Азия.
От 2008 г. Крахт живее със съпругата си, режисьорката Фрауке Фюрстенвалдер, в столицата на Аржентина Буенос Айрес.

## Творчество
Първият роман на Кристиан Крахт „Faserland“ (1995) е определен от критиката като основополагащо произведение на вълната на немскоезичната поплитература от средата на 90-те години.
Тук Крахт се занимава с модерната консуматорска култура, с разпада на следвоенния модел на обществото, с нивелировката в средната класа и свързаната с това криза на идентичността, както и нейното търсене в национални и индивидуални рамки.
В текста на романа се долавят далечни алюзии с „Вълшебната планина“ на Томас Ман и с творби на Жан Бодрияр.
За своите произведения, междувременно преведени на 17 езика, Крахт се изказва привидно самоиронично – те били просто „light entertainment“ (леко забавление), но зад това изказване се крие една немалка претенция: „Най-високото постижение в културата е това, построено според архитектониката на комедията. Аз възприемам произведенията си като хумористични.“
През септември 2001 излиза романът на Крахт „1979“, който критиката оценява като оттегляне от поплитературата. Той представя крехкостта на ценностната система на едрата буржоазия в Западна Европа, описва я като декадентска и представя нейното безсилие пред тоталитарните модели на ислямизма и маоизма на Изток. Романът излиза непосредствено преди терористичните нападения на 11 септември 2001 г. в САЩ и това допълнително привлича вниманието към него. Съществува и театрална постановка по книгата, осъществена под режисурата на Матиас Хартман (Mathias Hartmann), която се играе в Цюрих, Бохум и Хановер. От 2009 г. има и сценична версия на „Бургтеатър“ във Виена.
Третият роман на Крахт „Ще бъда тук, сред слънчевата светлина и в сянката“ („Ich werde hier sein im Sonnenschein und im Schatten“) излиза през септември 2008 г. Той е фантастичен и представя събития от световната история, развили се по алтернативен начин. Разказва се за „Швейцарската Съветска Република“ (ШСР), която се намира в състояние на непрекъсната война с голяма част от Европа. Става дума за анти-утопична история, за края на всички цивилизации.
Кристиан Крахт разглежда трите си романа като своеобразен триптих.

## Рецепция
Крахт се смята за космополит, но той е и една от най-оспорваните фигури в съвременната немскоезична литература.
В интервюта рядко прави еднозначни изказвания. Заниманията му със събития от световната история трябва винаги да се възприемат с „едно на ум“ (cum grano salis). Например, малко след терористичните нападения на 11 септември той нарича талибаните „camp“ (женствени); за Северна Корея разказва като за една огромна инсценировка, симулация с пропагандни цели, но липсата на респект към действителните страдания на хората в тази страна предизвикват отрицателните реакции на някои коментатори. Обвиняват го дори, че е привърженик на дяснорадикални партии и в сатанизъм.
Произведения на Кристиан Крахт са преведени на датски, английски, френски, руски, италиански, нидерландски, естонски, литовски, латвийски, испански, японски, арабски, иврит, сърбохърватски, шведски, чешки и български.

### Романи
- Faserland, 1995
- 1979, 2001

1979, изд.: Lege Artis, Плевен (2010), прев. Силвия Василева
- Ich werde hier sein im Sonnenschein und im Schatten, 2008

Ще бъда тук, сред слънчевата светлина и в сянката, изд.: Lege Artis, Плевен (2010), прев. Силвия Василева
- Imperium, 2012
- Die Toten, 2016[2]

### Други
- Ferien für immer (Reiseberichte – mit Eckhart Nickel), 1998
- Mesopotamia. Ein Avant-Pop-Reader (als Herausgeber, Anthologie), 1999
- Tristesse Royale (mit Joachim Bessing, Eckhart Nickel, Alexander von Schönburg und Benjamin von Stuckrad-Barre), 1999
- Der gelbe Bleistift (Reiseberichte), 2000
- Die totale Erinnerung. Kim Jong Ils Nordkorea (Bildband – mit Eva Munz und Lukas Nikol), 2006
- New Wave. Ein Kompendium 1999 – 2006, 2006
- Metan (mit Ingo Niermann), 2007
- Gebrauchsanweisung für Kathmandu und Nepal (Reiseberichte – mit Eckhart Nickel), 2009
- Five Years: Briefwechsel 2004 – 2009 Band 1: 2004 – 2007 (с Дейвид Уудард), 2011
- Finsterworld, Drehbuch, (mit Frauke Finsterwalder), 2013

## Награди и отличия
- 1993: Axel-Springer-Preis für junge Journalisten
- 2009: „Вецларска награда за фантастика“
- 2012: Голямата награда за литература на града и кантона Берн[3]
- 2012: „Награда Вилхелм Раабе (2000)“ за романа му Imperium
- 2013: Награда на Германската кинокритика: Bestes Drehbuch, das er mit seiner Frau für den Film Finsterworld verfasste[4]
- 2016: „Награда Херман Хесе“[5]
- 2016: „Швейцарска награда за книга“ за Die Toten[6]
- 2016: „Баварска награда за книга“ (номинация)
- 2017: Номинация в дългия списък на Международната дъблинска литературна награда за Imperium[7]
- 2018: Frankfurter Poetik-Vorlesungen
- 2019: Награда „Медиси“ (номинация)[8]
- 2021: Номинация за Наградата на Лайпцигския панаир на книгата за Eurotrash
- 2021: Номинация за „Швейцарска награда за книга“ за Eurotrash
- 2021: Номинация за „Немска награда за книга“ за Eurotrash
- 2022: „Швейцарски литературни награди“ за Eurotrash
- 2022: Награда „Волфганг Кьопен“[9]